# Salon de l'automobile de Chengdu
Le Salon automobile de Chengdu (chinois : 成都车展 ; pinyin : Chéngdū Chē Zhǎn), communément appelé Auto Chengdu, est un salon international automobile. Il se déroule chaque année entre fin août et début septembre. Il a lieu au Chengdu Century City New International Convention & Exhibition Center situé dans le district de Wuhou au sud de Chengdu.

## Éditions

### 2020
L'édition 2020 du salon a lieu du 24 juillet 2020 au 2 août 2020. C'est un mois avant ses dates habituelles, afin de ne pas gêner la tenue de l'Auto China 2020 de Pékin, décalé à fin septembre 2020 du fait de la pandémie de Covid-19.

#### Nouveautés
- Baojun RC-5 et RC-5W
- Baojun RS-3
- Buick Velite 7 - production locale
- BYD Song Plus
- Haval Dagou
- Haval H6 III
- Hongqi H9
- JAC Jiayue X8
- Lynk & Co 06
- Nio EC6
- Roewe ER6
- Roewe iMAX8
- SOL E40X
- WEY Tank 300
- Wuling Hongguang Mini EV

#### Restylages
- Haval F7
- Haval F7x

#### Concept-cars
- Chery Arrizo Star Concept
- Wuling Hongguang Mini EV Special Edition
- Wuling Hongguang X

### 2021
L'édition 2021 du salon a lieu du 29 août 2021 au 7 septembre 2021.

#### Nouveautés
- Buick Envision S GS[2] - production locale
- BYD Dolphin[3]
- BYD Yuan Plus[4]
- Chery QQ Ice Cream[5]
- Chery Tiggo 7 Plus[6]
- Cowin Xuandu[7]
- GAC Trumpchi GS8 II[8]
- Geely Boyue X[9]
- Geely Emgrand[10]
- Haval H6S[11]
- Haval Monster[12]
- Hyundai Custo[13] - production locale
- Hyundai Tucson L Hybrid[14] - production locale
- Jetour X90 Plus[15]
- Land Rover Range Rover Evoque L[16] - production locale
- Land Rover Range Rover Evoque L P300e[17] - production locale
- Lexus NX II[18]
- Lincoln Corsair PHEV[19] - production locale
- Lynk & Co 05+[20]
- MG One[21]
- ORA Ballet Cat[22]
- Roewe i5 GT[23]
- Sehol E50A Pro
- Sehol Yao[24]
- Tank 400[25]
- Tank 500[26]
- Toyota Sienna IV[27] - production locale
- Venucia Big V[28]
- Volkswagen ID.3[29] - production locale

#### Restylages
- Audi Q2L[30] - production locale
- BMW iX3[31] - production locale
- BMW X3[32] - production locale
- Haval H9[33]
- Volkswagen Passat - production locale

#### Concept cars
- R ES33 Concept[34]
- WEY Retro Tide Driving Concept[35]

### 2022
L'édition 2022 du salon devait avoir lieu du 26 août 2022 au 4 septembre 2022. Mais après six jours d'ouverture, le salon est fermé en raison de la mise en application d'un confinement strict de la ville de Chengdu pour faire face à une recrudescence de cas de Covid-19 dans la région.

#### Nouveautés
- BYD Corvette 07[38]
- GAC Trumpchi M8[39]
- GAC Trumpchi M8 HEV[39]
- Haval H-Dog[40]
- Hongqi HQ9[41]
- MG Mulan[42]
- Mitsubishi Outlander[43] - production locale
- Roewe RX9[44]
- Tank 300 HEV[45]
- Tank 500 PHEV[46]

#### Restylages
- Volkswagen Tayron[47] - production locale
- Volkswagen Tayron X[47] - production locale

#### Concept cars
- Denza Inception[48]

### 2023
L'édition 2023 du salon a lieu du 25 août 2023 au 7 septembre 2023.

#### Nouveautés
- Arcfox Kaola
- Beijing BJ40 II
- BYD Seal DM-i
- BYD Song L
- Chery Tansuo 06
- Fangchengbao Bao 5
- Ford Ranger - production locale
- Geely Galaxy L6
- Haval H5 II
- Haval Menglong
- iCar 03
- IM LS6
- JAC Refine RF8 EV
- JAC Refine RF8 PHEV
- Jiyue 01
- Kia EV5 - production locale
- Lincoln Corsair PHEV - production locale
- Lincoln Nautilus PHEV - production locale
- Lincoln Zephyr PHEV - production locale
- Luxeed S7
- Zhengzhou Nissan Paladin

#### Restylages
- Aito M7
- BMW X5 - production locale
- BYD Tang
- Hyundai Elantra - production locale
- Mercedes-Benz GLB - production locale
- Peugeot 508L - production locale

### 2024
L'édition 2024 du salon a lieu du 30 août 2024 au 8 septembre 2024.

#### Nouveautés
- Avatr 07[49]
- BMW X1 M35L - production locale
- BMW X3L - production locale
- BYD Seal 06 GT[50]
- BYD Xia[51]
- Cadillac XT5 II - production locale
- Chang'an CS75 Plus II[52]
- Chery Fengyun E05
- Deepal L03
- Deepal S05
- Denza Z9
- Fangchengbao Bao 8
- iCar 03T
- Forthing S7
- Luxeed R7
- Neta S Shooting Brake
- Smart #5 - production locale
- Volkswagen Passat Pro - production locale
- Volkswagen Tharu XR - production locale
- Voyah Zhiyin[53]
- XPeng Mona M03
- Zeekr 7X[54]

#### Restylages
- MG 5 - production locale